# Anthoptilum murrayi
Anthoptilum murrayi är en korallart som beskrevs av Rudolf Albert von Kölliker 1880. Anthoptilum murrayi ingår i släktet Anthoptilum och familjen Anthoptilidae. Inga underarter finns listade i Catalogue of Life.